# Wild ist der Wind
Wild ist der Wind ist ein US-amerikanischer Spielfilm aus dem Jahr 1957. Dabei handelt es sich um eine Neuverfilmung des italienischen Spielfilms Stürme der Leidenschaft (Furia, 1947), dessen Drehbuch Goffredo Alessandrini und Vittorio Nino Novarese verfassten und das für die Neuverfilmung von Arnold Schulman adaptiert wurde. 

## Handlung
Gino ist ein italienischer Schafzüchter in Nevada. Er ist früh verwitwet und entscheidet sich, die Schwester seiner verstorbenen Frau zu heiraten. Gioia kommt aus Italien zu ihm und zieht in sein Haus. Dort wird sie von Ginos Familie mit Herzlichkeit empfangen. Nur Gino ist nicht sehr zufrieden, denn Gioia ist anders als ihre Schwester. Sie lässt sich nicht von dem autoritären Gino kontrollieren. Gemeinsam mit Gino und Bene, dem Adoptivsohn von Gino, fährt Gioia über das weite Land der Schafsranch. Als sie eine wilde Pferdeherde beim Grasen sehen, will Gino den Leithengst erschießen. Gioia hat Mitleid mit den Tieren und verhindert dies. Sie hätte gern selbst ein Pferd. Als sie jedoch sieht, wie brutal Gino das Pferd zureitet, würde sie es lieber wieder freilassen. Gino ist darüber so erregt, dass er Gioia schlägt. Bene kommt ihr zu Hilfe und verliebt sich in Gioia. Langsam entwickelt sich eine Romanze zwischen den beiden. Als Gino nach Boston fährt, um Tochter Angela zu besuchen, intensiviert sich die Beziehung zwischen Gioia und Bene. Kurz bevor Gino zurückkommt, verbringt Gioia die Nacht mit Bene in dessen Zimmer. Am nächsten Tag wird sie von Teresa damit konfrontiert, die als Einzige über die Beziehung Bescheid weiß. Gioia erklärt, dass sie Bene liebe, und plant, mit ihm fortzugehen.
Als Gino wieder zurück ist, kommt es zum Streit zwischen ihm und Bene. Bene verlässt die Ranch und Gioia beschließt nach Italien zurückzukehren. Erst ein Gespräch zwischen Gino und seinem Bruder Alberto bringt Gino zur Vernunft. Er habe Gioia immer nur mit deren Schwester verglichen und ihr nie eine wahre Chance gegeben, seine Ehefrau zu sein. Gino fährt daraufhin Gioia zum Flughafen nach, und es kommt am Flughafen zur Versöhnung. Gioia kehrt mit Gino auf die Ranch zurück.

## Hintergrund
Der Film wurde von Mai bis Juni 1957 in Nevada gedreht. Die Uraufführung fand am 11. Dezember 1957 statt. 1958 nahm der Film am Wettbewerb der Internationalen Filmfestspiele von Berlin teil.

## Kritiken
„Sorgfältig gestaltetes Melodram mit zuweilen aufdringlicher Symbolik, aber großartigen Darstellern, das sich ernsthaft mit der dargestellten Problematik auseinanderzusetzen versucht.“

## Auszeichnungen
Anna Magnani gewann 1958 den Silbernen Bären für ihre Darstellung und außerdem im gleichen Jahr in Italien den David di Donatello Award. Sie war außerdem für einen Oscar und einen Golden Globe Award nominiert. Auch Anthony Quinn und Dimitri Tiomkin erhielten für ihre Arbeit eine Oscarnominierung.